# Galium paradoxum
Galium paradoxum là một loài thực vật có hoa trong họ Thiến thảo. Loài này được Maxim. mô tả khoa học đầu tiên năm 1874.